# Sacadura Cabral
Artur de Sacadura Freire Cabral, plus connu sous le nom de Sacadura Cabral, est un pionnier de l'aviation portugaise et officier au sein de la marine portugaise. Il est né à Celorico da Beira en 1881 au Portugal et fut porté disparu en mer du Nord en 1924.

## Biographie

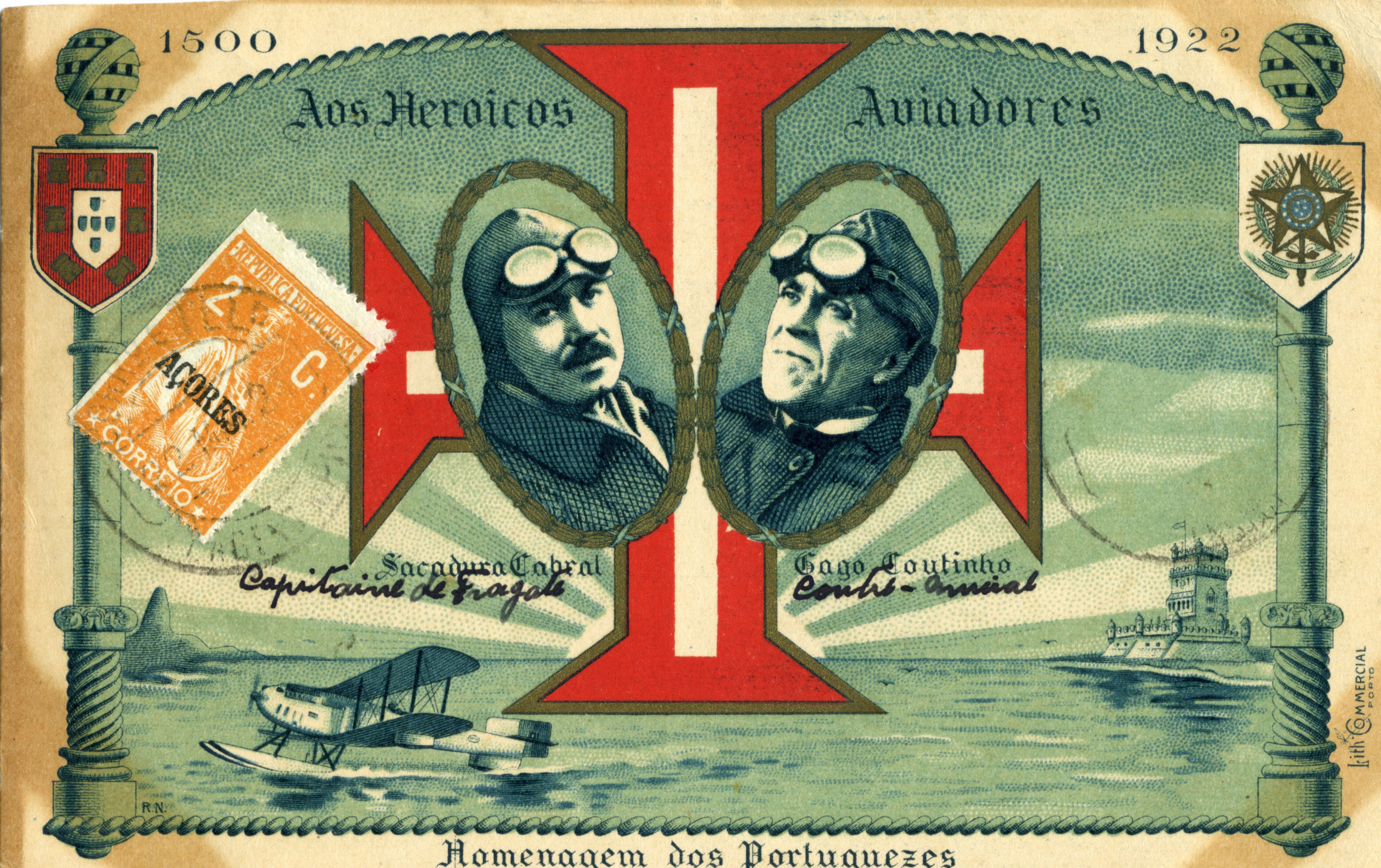
Gago Coutinho et Sacadura Cabral sur une carte postale illustrée.

Pendant la Première Guerre mondiale, il sert dans en France dans l'aviation.
En s'associant avec Gago Coutinho, il réalise en 1921 la traversée aérienne Lisbonne - Funchal (Madère). 
Avec Gago Coutinho, il réalise en 1922 la première traversée aérienne de l'océan Atlantique Sud, en plusieurs étapes (les possibilités de l'ingénierie aéronautique ne permettant pas de le faire  d'un seul trait) de Lisbonne à Rio de Janeiro. Ils ont décollé de Lisbonne aux commandes de leur Lusitania, un hydravion Fairey 400 équipé d’un moteur de la firme Rolls-Royce, pouvant développer une puissance de 360 chevaux, qui rendra l’âme à Amarar près de l'archipel de Saint-Pierre et Saint-Paul, victime des conditions météo très difficiles. Un Fairey 16, le Patria, puis un Fairey 17 baptisé Santa Cruz lui succéderont. Après deux mois et demi de voyage, du 30 mars au 17 juin 1922, au cours duquel ils auront parcouru une distance de 8 383 milles nautiques, pour 62 heures et 26 minutes de vol. Ce vol a également été le premier à recourir à la navigation astronomique (Grâce à son sextant, le capitaine Coutinho a prouvé que la navigation de précision, jusqu’alors l’apanage des marins, pouvait être pratiquée dans les airs).. 
Cet exploit leur a donné une renommée mondiale.
En 1924, son avion disparaît en mer du Nord alors qu'il convoyait des Fokker de la Hollande au Portugal. Son corps n'a jamais été retrouvé.